# Neill Rea
Neill Rea (Nuova Zelanda, 1º gennaio 1971) è un attore e direttore del casting neozelandese.

## Biografia
Si è diplomato alla scuola di recitazione Toi Whakaari. All'inizio della sua carriera ha interpretato piccoli ruoli in Hercules: The Legendary Journeys e Duggan, prima di ottenere una parte più significativa come il ruolo di Scotty, uno dei coinquilini nella commedia drammatica Scarfies del 1999.
È noto principalmente per aver interpretato il ruolo del protagonista Mike Shepherd nella serie televisiva I misteri di Brokenwood.
Altri ruoli noti includono un'apparizione nella serie drammatica Go Girls nel 2011 e nel 2012 ed una parte nel film del 2010 The Warrior's Way.
Oltre a recitare, Rea lavora anche come direttore del casting ed è il proprietario dell'agenzia di casting Fly Casting con sede ad Auckland.

## Filmografia parziale

### Attore

#### Cinema
- Scarfies, regia di Robert Sarkies (1999)
- L'inconfutabile verità sui demoni, regia di Glenn Standring (2000)
- Spooked, regia di Geoff Murphy (2004)
- The Warrior's Way, regia di Sngmoo Lee (2010)

#### Televisione
- Go Girls (2011-2012)
- I misteri di Brokenwood (The Brokenwood Mysteries) - serie TV, 48 episodi (2014-in corso)

### Direttore del casting
- Kiwi Flyer, regia di Tony Simpson (2012)
- The Cul De Sac (2016) - serie TV
- Kiwi Christmas, regia di Tony Simpson (2017)
- One Lane Bridge (2020) - serie TV